# The Son Also Draws
«The Son Also Draws» (рус. «И рисует сын») — шестая серия первого сезона мультсериала «Гриффины». Премьерный показ состоялся 9 мая 1999 года на канале FOX. В России премьерный показ состоялся 20 мая 2002 года на канале Рен-ТВ.

## Сюжет
Крис ненавидит членство в «Юных Скаутах» («Youth Scouts») и хочет покинуть их, но боится сказать об этом Питеру. В конце концов, его исключают оттуда за неуважение к подъёму флага во время Soap Box Derby. Питер настаивает поехать всей семьёй в штаб-квартиру Скаутов в Манхэттене, чтобы восстановить Криса.
Брайан, оставшийся дома один, не может найти пульт от телевизора и чуть не сходит от этого с ума.
Гриффины останавливаются у казино коренных американцев «Дворец Джеронимо» («Geronimo’s Palace»), так как Питеру надо в туалет. Лоис быстро втягивается в азартные игры и проигрывает семейную машину. Питер пытается вернуть её, притворившись индейцем («Моего прадедушку звали Шеф Великий Чероки» — «My great-grandfather’s name was Chief Grand Cherokee»), но старейшины требуют доказательств и отправляют его в путь для прохождения индейского испытания.
Крис сопровождает отца в надежде втолковать тому, что он всего лишь хочет рисовать, а не быть скаутом. Пребывая в галлюцинациях от голода и жажды, Питер разговаривает с деревьями и видит призрак. Наконец Питер понимает, что Крис — талантливый художник.
Они возвращаются в казино и требуют свою машину назад.
В конце эпизода Лоис, Стьюи и Мег осуждают стереотипные мнения об индейцах, мексиканцах и шведах соответственно. Но когда приходит очередь Питера сказать то же самое о канадцах, он сначала держит долгую паузу, а потом произносит: «Канада — отстой» («Canada sucks»).

## Создание
Автор сценария: Рики Блитт
Режиссёр: Нейл Аффлек
Приглашённые знаменитости: Бобби Слейтон (в роли Леонарда Корнфезерса), Сьюзи Плэксон и Патрик Бристоу